# Georg Friedrich Wiedemann
Georg Friedrich Wiedemann (Schlicht, 14 juni 1787 – München, 20 januari 1864) was een Duits katholiek theoloog, filosoof, geestelijke en historicus.

## Biografie
Wiedemann begon zijn opleiding in 1798 met een verblijf van een half jaar in de kloosterschool van het benedictijnenklooster in Frauenzell. Hierna volgde hij vanaf herfst 1798 tot 1803 een gymnasium in Amberg. Vanaf 1803 studeerde hij aan de universiteit van die stad twee jaar lang filosofie en vervolgens van 1805 tot 1807 theologie. Na afsluiting van zijn academische studie bezocht hij nog een jaar het Georgianum, een priesterseminarie in Landshut. Nadat hij in september 1808 tot subdiaken was gewijd, reisde hij naar München, waar hij werkte als secretaris van de geleerde K.W.F. von Breyer. Op 17 september 1810 werd hij in Regensburg tot priester gewijd. Tot 1815 was Georg Wiedemann in München werkzaam als pastor. Ook gaf hij samen met Michael Hauber een Monatsblatt für christliche Religion und Litteratur uit. In 1815 werd Wiedemann onderdirecteur van het Georgianum in Landshut en in 1820 waarnemend directeur. In het daaropvolgende jaar werd hij officieel directeur en tegelijkertijd werd hij benoemd tot  hoogleraar in de praktische theologie. Op 28 juli 1821 verkreeg hij de doctorstitel in de theologie. In 1826 verhuisde de opleiding naar München; daar bleef Wiedemann tot 1842 directeur en hoogleraar. In dit jaar gaf hij al zijn functies op om kanunnik van het domkapittel van München te worden, wat hij bleef tot aan zijn dood.

## Publicaties (selectie)
- Ritus celebrandi Missam secundum rubricas Missalis Romani et decreta s. Rituum Congregationis (München, 1818)
- Manuale precum in usum sacerdotum et clericorum (Landshut, 1820)